# Maszyna samobieżna
Maszyna samobieżna – każdy pojazd z własnym napędem, który został zaprojektowany i zbudowany tak, że ze względu na swoją budowę nie jest przeznaczony do przewozu pasażerów ani towarów. Maszyny zamocowane na podwoziu pojazdu silnikowego nie są uznawane za maszyny samobieżne.